# Marguerite-Louise-Suzanne de Béthune-Sully
Marguerite-Louise-Suzanne de Béthune-Sully, hertiginna av Lude, även känd som grevinnan de Guiche, född 1643, död 25 januari 1726, var en fransk hovfunktionär. 
Hon var dotter till Maximilien François de Béthune, hertig av Sully och Charlotte Séguier de Villemor. Hon gifte sig först med Armand de Gramont, greve av Guiche (död 1673) och sedan med Henri de Daillon, hertig av Lude. 
Hon var première dame d'honneur till Frankrikes kronprinsessa Marie-Adélaïde av Savojen mellan 1696 och 1712. Som sådan fick hon ansvar för kronprinsessans uppfostran (denna var bara tolv när hon kom till Frankrike) såväl för dennas hovdamer. I denna position hade hon en viktig tjänst vid hovet och nämns ofta i samtida memoarer som "Madame du Lude".